# Manuel Carrilero de la Torre

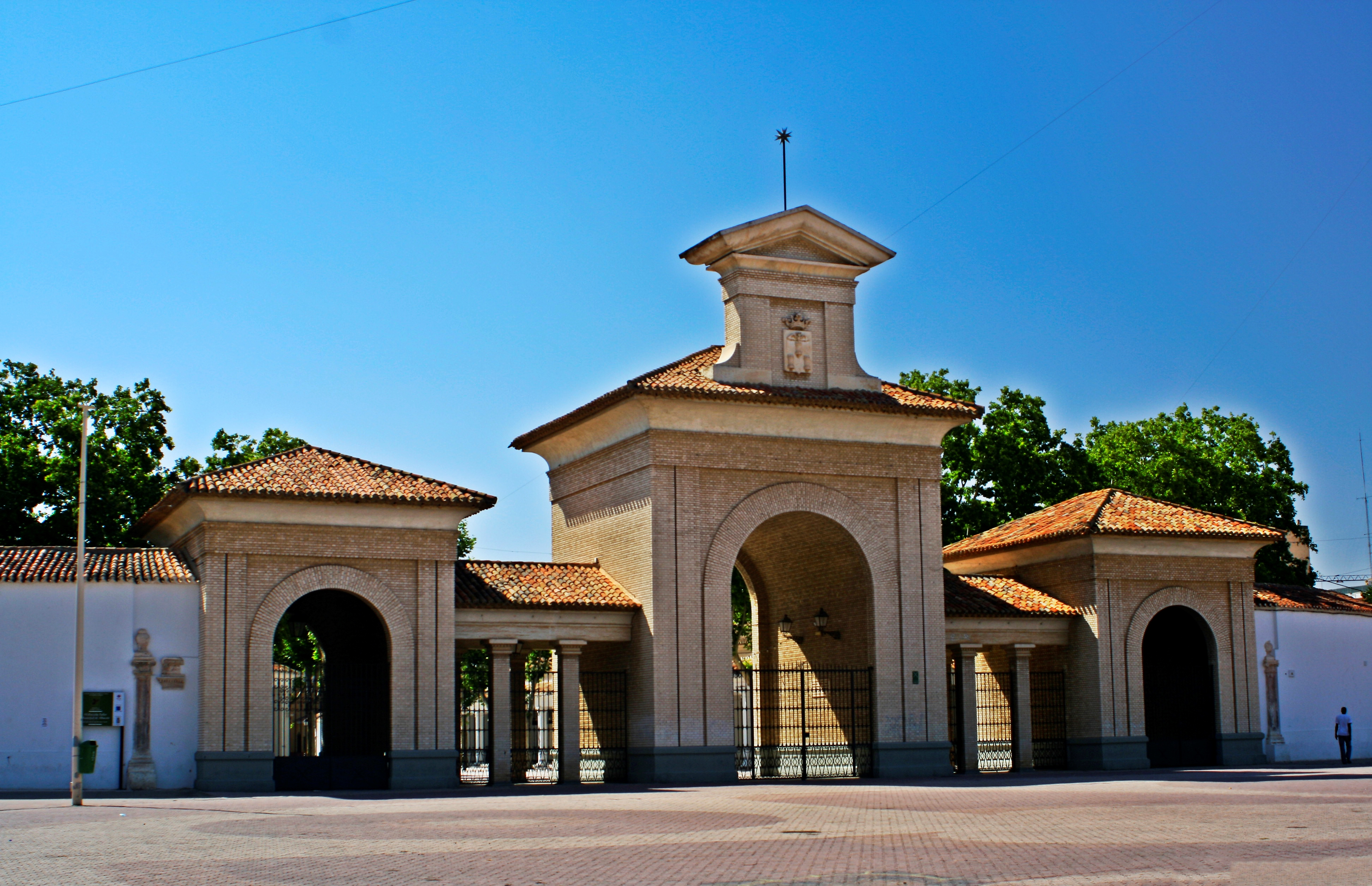
Puerta de Hierros de Albacete

Manuel Carrilero de la Torre (Albacete, 1938-Madrid, 2003), hijo del arquitecto Julio Carrilero Prat, fue un arquitecto español del siglo XX. Fue el autor de la Puerta de Hierros de Albacete, uno de los símbolos más emblemáticos de la ciudad manchega, o del Pabellón de Gobierno de la Universidad de Castilla-La Mancha en Albacete, además de edificios de viviendas y de viviendas unifamiliares y chalets de campo, así como del Pabellón de Rank Xerox para la Expo'92 y del nuevo edificio del World Trade Center en Sevilla, entre otros edificios y lugares.

## Obra

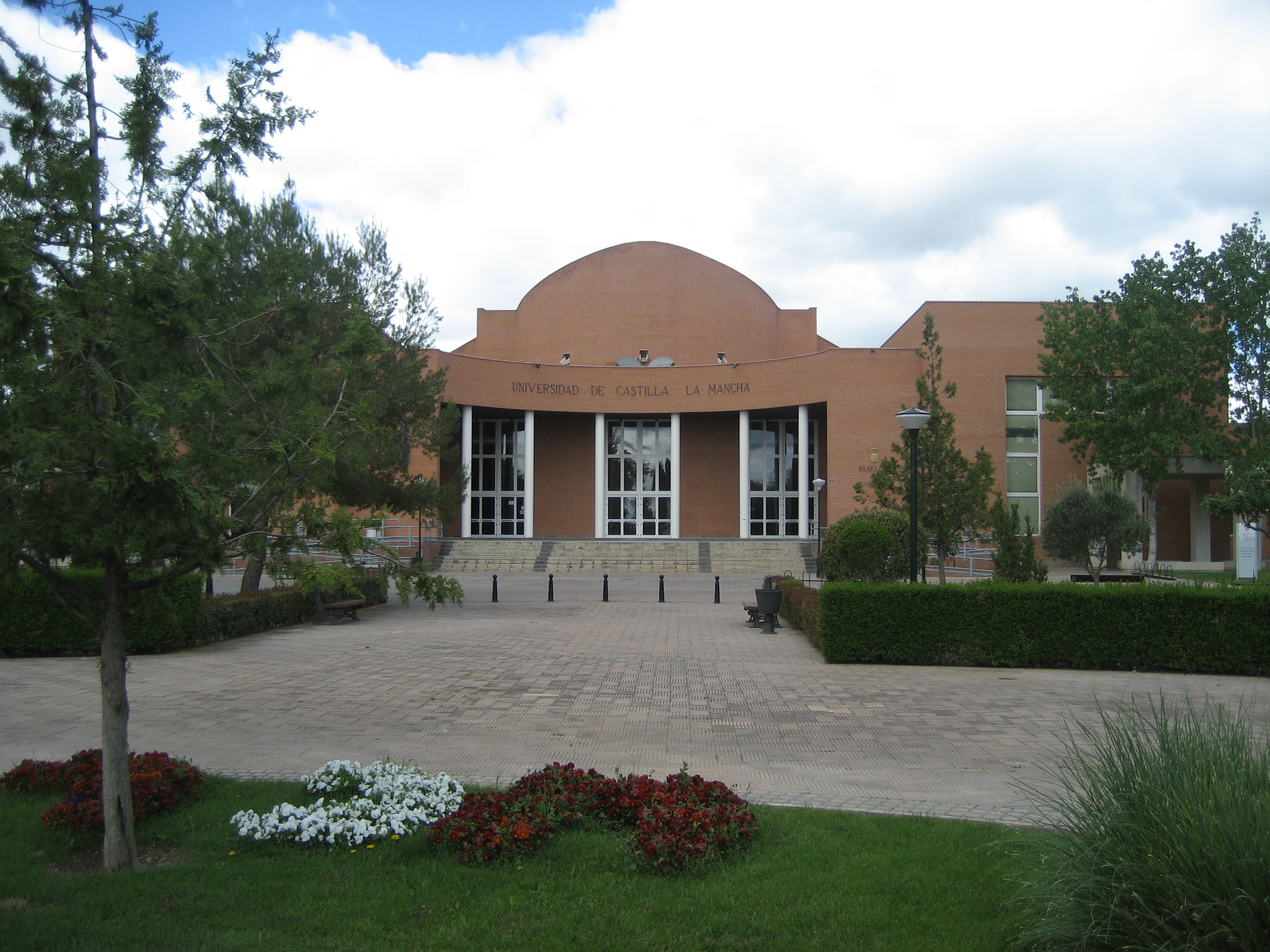
Pabellón de Gobierno (1993), Albacete

Carrilero de la Torre proyectó la reforma del Recinto Ferial de Albacete de 1973 y el barrio de La Pajarita. Diseñó numerosos edificios notables de la ciudad de Albacete:
- Edificio Forestal (1968)[4]
- Torre La Pajarita (1970)
- Puerta de Hierros de Albacete (1974)[1][2]
- Pabellón de Gobierno (1993)[3]